# Aki Misaki
Aki Misaki (三崎 亜記, Misaki Aki), né en 1970 dans la préfecture de Fukuoka, est un écrivain japonais.

## Biographie
Né en 1970 dans la préfecture de Fukuoka, fonctionnaire dans une ville de province, il a publié en 2005 un premier roman, tonari machi senso (guerre avec la ville voisine), qui a été lauréat du prix Subaru du nouveau roman 2005 et dont l'adaptation au cinéma est sortie au Japon en février 2006.
Après un recueil de nouvelles, Bus-Jack (Détournement de bus), il publie en novembre 2006 son second roman, Ushinawareta machi (La Ville disparaît). Comme dans son premier roman il nous raconte un événement inexorable, et nous livre un récit de science-fiction, un ouvrage métaphorique, un essai sur la perte de personnes proches, un espoir en les capacités de résistance de l'homme à la fatalité.

## Ouvrages
- Bus-Jack (Détournement de bus)
- tonari machi senso (guerre avec la ville voisine), éd. Shueisha, Tokyo, 2006
- Ushinawareta machi (La Ville disparaît)